# Baptiste Giabiconi

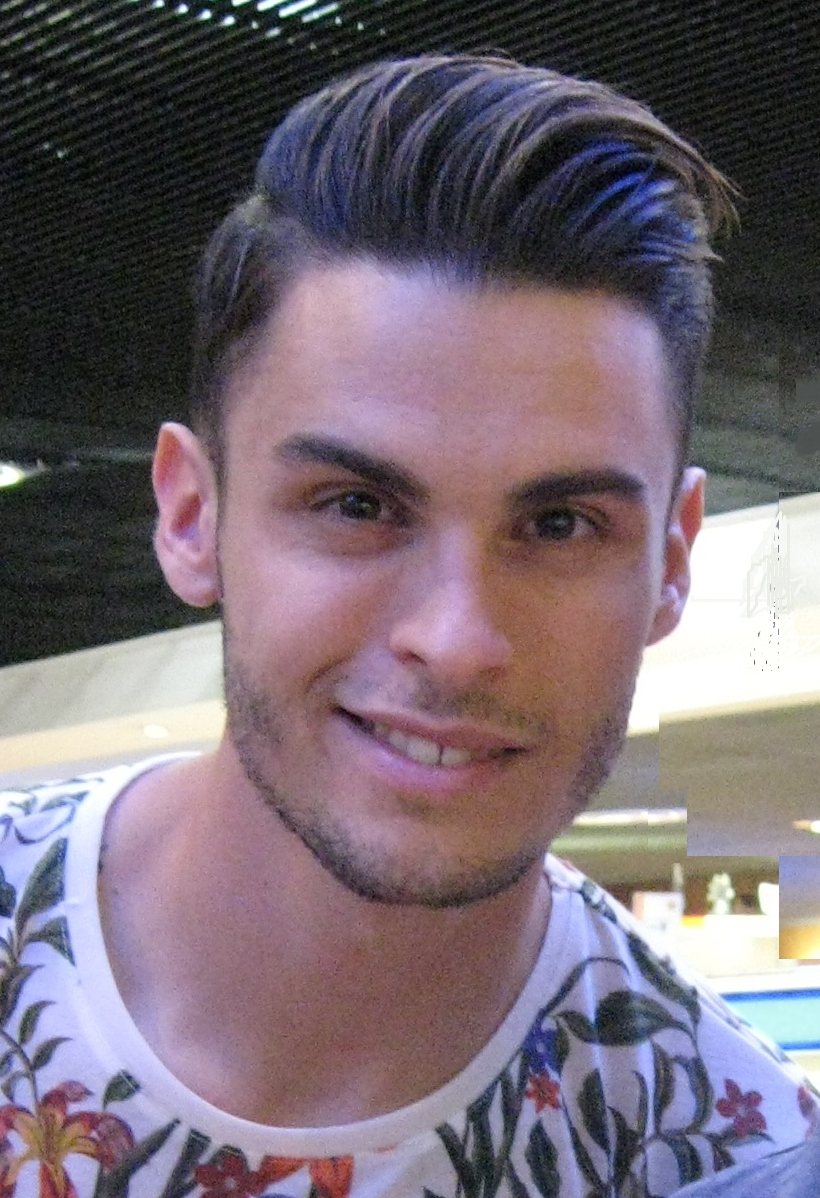
Baptiste Giabiconi (2014)

Baptiste Giabiconi (* 9. November 1989 in Marseille) ist ein aus Marignane in Südfrankreich stammendes französisches Model und Sänger.

## Karriere
Giabiconi wurde 2008 in einem französischen Fitnessstudio als Model entdeckt und kurz darauf mit einer Sonnenbrillenkampagne für Karl Lagerfeld bekannt. Seither steht er bei der New Yorker Modelagentur DNA Model Management unter Vertrag. Lagerfeld erkor Giabiconi zu seiner Muse und arbeitete seitdem sehr häufig mit ihm zusammen. Außerdem wurde Giabiconi zum fast ständigen Begleiter des sogenannten Modezaren und erreichte auch dadurch einen erhöhten Bekanntheitsgrad. Im Jahr 2009 erschien Giabiconi in Zeitschriften wie Vogue Paris, Vogue Nippon, Vogue Germany, V Man, Wallpaper* Magazine, Elle Italia, Purple Fashion, V Magazine, Harper’s Bazaar und Marie Claire Italy.
Giabiconi war unter anderem in Werbe-Kampagnen für die Marken Chanel, Karl Lagerfeld, Giorgio Armani, Fendi, Baldessarini und Just Cavalli zu sehen. Außerdem präsentierte er auf Karl Lagerfelds Initiative hin als eines der wenigen Männermodels ab 2008 zahlreiche Chanel-Kollektionen auf dem Laufsteg. Chanel produziert hauptsächlich Damenbekleidung, zeigt aber bei den Laufsteg-Schauen hin und wieder für Herren interpretierte Damenmodelle. Die Webseite Models.com listete Giabiconi bis 2011 nahezu zwei Jahre lang auf Platz 1 der Top 50 Best Models. Lagerfeld widmete seiner Muse zudem mehrere seiner Fotoausstellungen, zuletzt 2010. 2011 erschien Giabiconi im Pirelli-Kalender als Apollon und Narziss.
Nachdem Karl Lagerfeld bereits davon gesprochen hatte, dass der Franzose plane, Sänger zu werden, erschien 2011 Giabiconis erste Single „Showtime“ inklusive eines dazugehörigen Videos. Im Januar 2012 wurde die nächste Single „One Night in Paradise“ veröffentlicht. Dieses Lied war die erste Auskopplung aus dem Album „Oxygen“.
2011 nahm er an der zweiten Staffel der Tanzshow Danse avec les stars teil und erreichte den dritten Platz.

## Diskografie

### Alben
| Jahr | Titel          | Höchstplatzierung, Gesamtwochen, AuszeichnungChartplatzierungen (Jahr, Titel, Platzierungen, Wochen, Auszeichnungen, Anmerkungen) | Höchstplatzierung, Gesamtwochen, AuszeichnungChartplatzierungen (Jahr, Titel, Platzierungen, Wochen, Auszeichnungen, Anmerkungen) | Anmerkungen |
| Jahr | Titel          | FR | BEW | Anmerkungen |
| ---- | -------------- | --- | --- | ----------- |
| 2012 | Oxygen         | FR1 (5 Wo.)FR | BEW171 (3 Wo.)BEW |             |
| 2014 | Un homme libre | FR44 (8 Wo.)FR | BEW129 (4 Wo.)BEW |             |

### Singles
| Jahr | Titel Album                         | Höchstplatzierung, Gesamtwochen, AuszeichnungChartsChartplatzierungen (Jahr, Titel, Album, Platzierungen, Wochen, Auszeichnungen, Anmerkungen) | Anmerkungen   |
| Jahr | Titel Album                         | FR | Anmerkungen   |
| ---- | ----------------------------------- | --- | ------------- |
| 2012 | Là-bas                              | FR96 (5 Wo.)FR | mit Marie-Mai |
| 2014 | Je te aime Un homme libre           | FR110 (1 Wo.)FR |               |
| 2014 | Je t’emmène avec moi Un homme libre | FR160 (1 Wo.)FR |               |
| 2016 | Love To Love You Baby               | FR4 (16 Wo.)FR |               |

## Buchveröffentlichung
- Karl et moi, (in Zusammenarbeit mit Jean-François Kervéan), Paris, Robert Laffont, 2020, ISBN 978-2-221-24689-4, 240 Seiten.
  - Deutsche Übersetzung: Karl und Ich: Die Geschichte einer besonderen Freundschaft. Heyne Verlag, 2021, ISBN 978-3-453-21814-7.